# Gomphocerinae
A Gomphocerinae az egyenesszárnyúak (Orthoptera) rendjében a sáskafélék (Acrididae) családjának egyik alcsaládja, amit 19 nemzetségre és több mint hatvan, nemzetségbe nem sorolt nemre tagolnak.